# Steven Novella
Steven P. Novella (29 de julho de 1964) é um neurologista e professor assistente na Escola de Medicina da Universidade de Yale. Ele é mais conhecido pelo seu envolvimento no movimento cético.

## Histórico Profissional
A especialidade acadêmica de Steven Novella é a neurologia, especificamente a esclerose lateral amiotrófica (ELA ou ALS, na sigla em inglês) também conhecida por doença de Lou Gehrig. Ele também pesquisa a Miastenia Grave, a neurofisiologia em geral, outros distúrbios neuromusculares e o diagnóstico e tratamento de transtornos neurológicos hiperativos com toxinas botulínicas.
Novella se graduou em medicina pela Universidade de Georgetown em 1991, fez residência médica no Hospital da Universidade de Georgetown e no Hospital Washington Center. Concluiu sua residência no Hospital New Haeven em Yale em 1995 e recebeu sua certificação em neurologia em 1998.
Quando jovem, nem sempre quis ser médico. Em entrevista ao podcast  "Books and Ideas",  ele disse: "Acho que pensei em várias profissões. Quando era jovem, pensei em me tornar advogado por um tempo e, quando cheguei ao ensino médio, sabia que queria algo relacionado às ciências e cursei a escola preparatória para medicina ainda no colegial. Então com certeza nessa época eu provavelmente já tinha decidido o que queria fazer. Então, acho que provavelmente só no final da minha adolescência é que realmente decidi que iria entrar para a medicina."
Sobre sua carreira na medicina ele disse que,  "o que é bom a respeito da medicina é que mesmo muito mais tarde na carreira existem muitos rumos que se abrem na sua profissão, mesmo que você já tenha terminado sua residência. Depois que terminou seu treinamento básico, você pode decidir se vai se tornar um clínico, se vai fazer pesquisa ou ainda se vai trabalhar na indústria ou na saúde pública".

## Ceticismo e Pensamento Crítico
Steven Novella é um dos defensores do ceticismo científico. Em resposta a um editorial do The New York Times em que Paul Davies concluía "enquanto a ciência não vier como uma teoria testável para as leis do universo, sua alegação de ser livre de fé é evidentemente falsa", Novella respondeu,

Isso não é realmente verdade porque a ciência não é dependente da fé em um mundo naturalista. Ela só segue esses métodos como se ele fosse naturalista...não é um sistema de crenças. Pessoas frequentemente me perguntam, como cético; 'Em que você acredita?' Bem, não é questão de crença. Você acredita em Percepção extrassensorial (PES)? Não importa se eu acredito em PES. A única coisa que interessa é qual é a evidência para PES? (...) Penso ser muito importante que devamos apresentar o ceticismo como um método de questionamento e não um conjunto de conclusões, não um conjunto de crenças.

Em 1996, Steven Novella, seu irmão Bob e Perry DeAngelis fundaram a Connecticut Skeptical Society. Evan Bernstein conta que "Numa noite no final de 1995, Perry estava na casa de Steven casualmente virando as páginas de uma revista Skeptical Inquirer. Ele estava vendo a lista dos grupos céticos locais e comentou com Steven: 'Não existem grupos céticos em Connecticut. Nós deveríamos começar um'".
O grupo mais tarde se fundiu com o Skeptical Inquirers of New England (SINE) e o New Hampshire Skeptical Resource para formar a New England Skeptical Society (NESS). Steven Novella é o atual presidente da NESS.

### Investigações Paranormais
Nos primeiros dias da New England Skeptical Society, Novella participava de investigações de várias alegações sobre o sobrenatural. Algumas vezes, essas investigações faziam parte do processo de seleção para o Desafio de Um Milhão de Dólares oferecidos pela Fundação Educacional James Randi. Novella investigou alegações sobre os Tabuleiros Ouija (quando um casal afirmou que poderia usa-lo enquanto estivessem vendados, mas seus poderes, então, desapareceram), a habilidade de controlar o resultado de um cara ou coroa (ficou evidente que o candidato cometia alguns erros comuns de lógica), um mentalista que conseguiu não acertar nenhuma das vinte tentativas de ler a mente, bem como vários radiestesistas (o que tipicamente é explicado pelo efeito ideomotor). Novella e a NESS também examinaram alguns dos fenômenos descritos por pessoas que não estavam competindo pelo Desafio de Um Milhão de Dólares, como casas mal-assombradas, a capacidade de se comunicar com os mortos, gravações de vozes de espíritos conhecidas como Fenômeno da voz eletrônica, ou EVP da sigla em inglês.

### The Skeptics' Guide to the Universe
Em maio de 2005, Steven Novella começou a produzir um podcast chamado The Skeptics' Guide to the Universe (SGU - Guia do Cético para o Universo) com seus amigos Perry DeAngelis e Evan Bernstein, além dos seus irmão Bob e Jay. Em julho de 2006, Rebecca Watson se juntou a eles como membro do grupo. Novella tanto apresenta o programa, como faz a edição e a pós-produção. Em uma entrevista para o podcast "Books and Ideas" ele disse: "Eu sou totalmente responsável tanto pelo conteúdo, quanto pela preparação e eu faço toda a pós-produção que eu sei, como vocês sabem é muito trabalho. Então, vocês sabem, isso envolve umas boas 20, 30 horas de trabalho por semana que eu coloco para produzir esse podcast, é quase como ter um segundo emprego. E você sabe, é um trabalho de amor."
Quando perguntado sobre o propósito do podcast, ele disse, "nós lidamos principalmente com tópicos controversos nas fronteiras da ciência, muito embora também falemos diretamente de coisas notícias científicas realmente interessantes, e o que mais capture o nosso interesse. Mas lidamos com o paranormal ou teorias de conspiração, fraude na saúde e questões de defesa do consumidor. Nosso objetivo é dar aos ouvintes as ferramentas para ver a ciência no noticiário, a ciência na sociedade e para adquirir maneiras de navegar por todas as alegações e todo exagero para, basicamente, ter a capacidade de perceber isso por si próprios mais do que qualquer outra coisa."

"Não existe ceticismo sem 
a ciência e o método científico.
É sobre como nós sabemos o que sabemos."

### Internet
Em 2007, Novella começou um blog, chamdo Neurologica, "your daily fix of neuroscience, skepticism and critical thinking" ("Neurológica, sua dose diária de neurociência, ceticismo e pensamento crítico"), para o qual escreve três artigos por semana sobre uma grande variedade de tópicos, geralmente relacionados à ciência e ao ceticismo. Ele também é o diretor executivo do blog  Science-Based Medicine (Medicina Baseada em Ciência),  para o qual escreve constantemente. Além disso, é o consultor médico do site Quackwatch,
Em 2008, Steven Novella foi um dos primeiros 200 cientistas a assinar a petição Project Steve, um projeto que foi um "tapa com luva de pelica", ou uma paródia à lista de "Cientistas que Duvidavam da Evolução" elaborada por criacionistas.

### Livros digitais
Steve Novella é autor e editor de uma série de livros digitais (e-books) compostos de coletâneas de artigos selecionados do blog Science-Based Medicine. Cada livro foca em um tópico principal como pensamento crítico, ervas medicinais, suplementos alimentares e nutrição, quiropraxia, vacinas, homeopatia, entre outros.

### Publicações
Steven Novella é editor associado da Scientific Review of Alternative Medicine  e escreve uma coluna mensal na revista Weird Science. Ele também tem um espaço no jornal  New Haven Advocate . Além disso, é autor de diversas campanhas e pacotes de expansão para o jogo de tabuleiro Dungeons and Dragons.

### Televisão
Novella também apareceu em uma série de programas de TV, incluindo Penn & Teller: Bullshit! Episódio 10 da terceira temporada chamado: "Ghostbusters.", ele apareceu ainda no The Dr. Oz Show, além do programa televisivo Inside Edition.
Em 2008, filmou um piloto para uma série de TV chamado The Skeptologists junto com Brian Dunning, Yau-Man Chan, Mark Edward, Michael Shermer, Phil Plait, e Kirsten Sanford. Entretanto, a série não passou da fase de piloto.

#### Aparição no programa de TV Dr. Oz
Ele apareceu no programa de TV chamado The Dr. Oz Show em um segmento chamado, “Medicina controversa: Por que seu médico tem medo da medicina alternativa.".  Dr. Oz apresentou Steven como sendo um  "proeminente crítico da medicina alternativa". O segmento ainda incluiu a Dra. Mimi Guarneri, que foi apresentada pelo Dr. Oz como sendo "Uma cardiologista que também pratica a medicina alternativa no Hospital Scripps."
A primeira pergunta feita ao Dr. Steven Novella foi "Por que existem tantos médicos por aí que não gostam de terapias alternativas? Por que você não quer que eu fale sobre terapias alternativas no meu programa?", ao que Novella respondeu: "O termo 'alternativa' cria um critério de dois pesos e duas medidas. Deveria existir apenas uma medicina baseada em ciência, que é o bom senso de descobrir quais terapias funcionam e são seguras."
Sobre os medicamentos fitoterápicos, Novella argumentou que as ervas medicinais têm sido usadas dessa maneira por milhares de anos, mas o problema está em redefini-las como 'alternativas', ou comercializando-as como sendo produtos naturais, e tentar argumentar, dessa maneira, que elas não necessitam de evidências para serem tidas como seguras e eficazes. "No fim das contas, o público acaba comprando produtos para os quais não foi demonstrada a eficácia."
Oz respondeu dizendo "Eu discordo totalmente que esses produtos não tenham sido estudados e alguma evidência foi encontrada para apoiá-los". Depois de uma breve discussão entre Novella e Guarneri, ambos concordaram que os pacientes devem informar aos seus médicos sobre os tratamentos alternativos que eles estão fazendo. O Dr. Oz apresentou a Dra. Catherine Ulbricht, que disse, "A Natural Standard, está fazendo uma limpeza na informação apresentada e tem buscado na literatura mundial... Com isso, a qualidade e o volume dos dados clínicos de alta qualidade vem crescendo muito."
Depois que Guarneri disse que ela recomendava acupuntura como tratamento para os seus pacientes cardíacos em recuperação porque "Eu preciso de um tratamento para a dor dos meus pacientes que não seja farmacêutico... Porque acupuntura alivia as inflamações e diminui os espasmos musculares...", o Dr. Oz perguntou a Steven Novella, "Por que você vê problemas se os pacientes estão usando?"
Novella respondeu, "Eu gastei muito tempo revisando a literatura científica sobre a acupuntura... A evidência mostra categoricamente que a acupuntura, de fato, não funciona."
Dr. Oz disse que existem bilhões de pessoas que a usam como fundamento básico para os seus tratamentos de saúde, "Eu acho que você desconsidera isso porque você não aceita a ideia de que possa existir uma mentalidade diferente, e que devamos enfiar isso dentro daquilo que o ocidente aceita, e você acha que isso não poderia funcionar de maneira alguma".
Ao que Novella respondeu:  "Eu não disse que ela não poderia de maneira alguma funcionar, eu disse que quando você a analisa, ela não funciona."

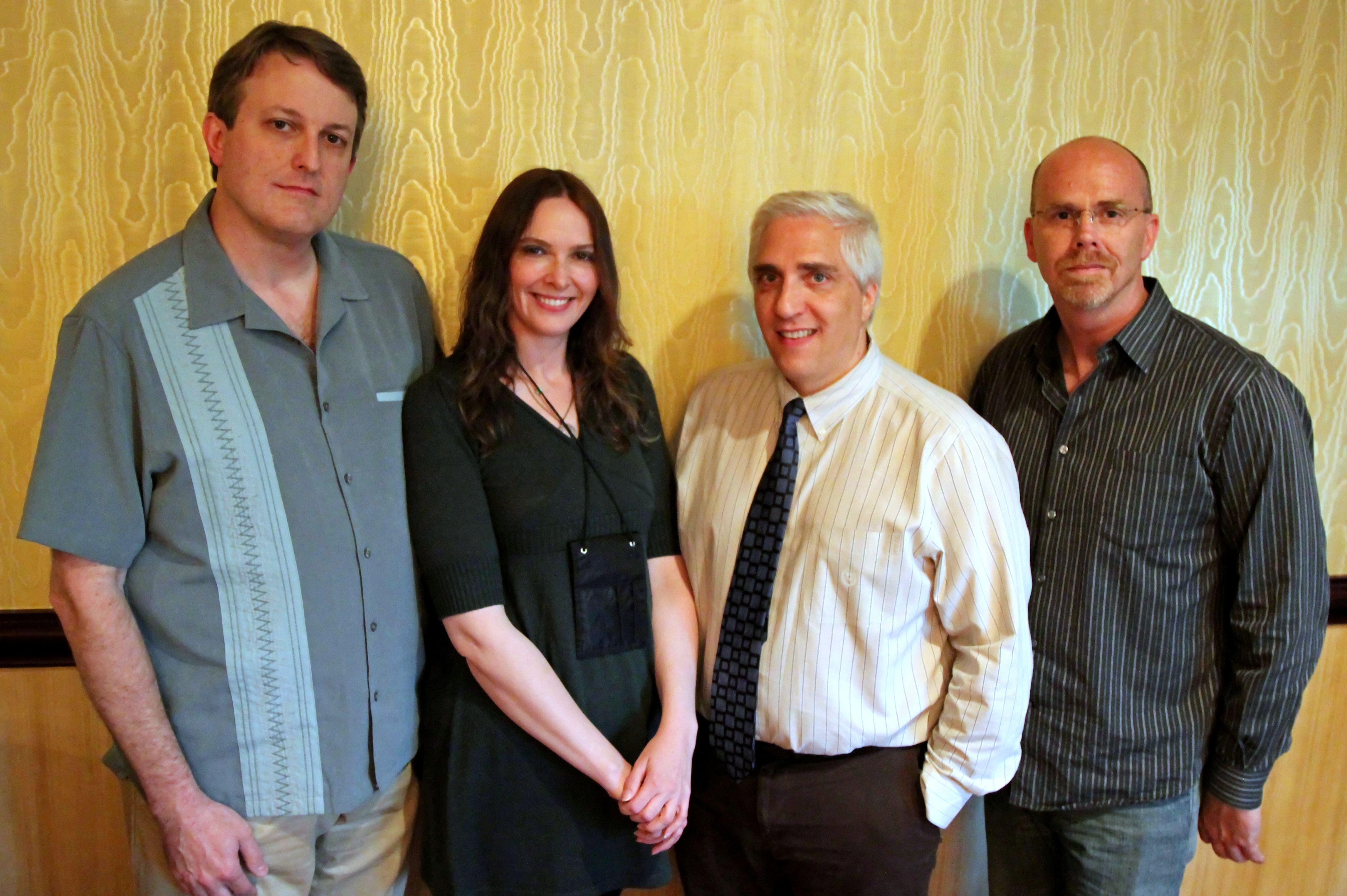
Os mais recentes companheiros da JREF. Tim Farley, Karen Stollznow, Steven Novella e Ray Hall. Foto tirada durante a The Amaz!ng Meeting número 9 "From Outer Space" em 16 de julho 2011

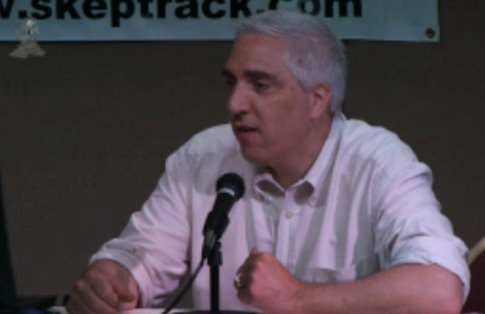
No podcast de Kylie Sturgess na Skeptrack durante a conferência Dragon Con

### Outros Trabalhos
Novella desenvolveu dois cursos para a  The Teaching Company chamados "Mitos médicos, mentiras e meias-verdades: Aquilo que achamos que sabemos pode estar nos prejudicando" e "A sua mente pode lhe enganar: Um guia científico para capacitar o pensamento crítico".
Em 2009, ele foi fundador e presidente do Institute for Science in Medicine (Instituto para a Medicina na Ciência).
Em janeiro de 2010, foi eleito membro companheiro do Committee for Skeptical Inquiry e diretor do projeto Science-Based Medice.

## Gerenciamento de Tempo
Frequentemente, se pergunta a Steven Novella como ele consegue fazer tantas coisas. Por exemplo, na The Amazing Meeting 6 em 2008, durante uma sessão de perguntas e respostas para a gravação ao vivo do programa The Skeptics' Guide to the Universe. perguntaram, "Bob mencionou que você provavelmente passa umas quatro horas em fazendo a pós-produção do show todas as semanas. Então, eu pensei, ele é um médico que tem um blog e contribui para dois outros blogs, você alguma vez dorme? Como consegue lidar com tudo, como é para você um dia ou uma semana típica?"
E Novella respondeu,

Eu queria ter um segredo para fazer tudo isso sem esforço, mas no fim das contas o fato é que eu trabalho muito. É simples assim. Eu durmo, mas é fenomenal o que se pode conseguir com gerenciamento do tempo... e habilidades de digitação sobrenaturais... e é claro a ajuda de outras pessoas. Obviamente que a minha gangue (se referindo aos outros membros do SGU), também faz muita coisa pelo programa, eu não faço tudo sozinho e muitos dos nossos fãs também contribuem. Eu também devo dizer que tenho uma esposa maravilhosa, Jocelyn, que segura as minhas pontas sempre. (...) Nós temos duas filhas e se eu precisar me trancar em uma sala para ficar na frente do computador trabalhando, ela me deixa fazer isso.

## Processo Judicial movido por Edward Tobinick
Em junho de 2014,  Edward Tobinick entrou com uma ação civil na Corte do Distrito Sul da Flórida contra Novella, a Universidade de Yale, a Society for Science-Based Medicine, Inc. e a SGU Productions, LLC como réus. A maior alegação da ação é a violação do Lanham Act, onde Novella tem publicado e continua a publicar, segundo o acusador, falsas propagandas que continuam a caluniar o requerente, chamado 'Enbrek for Stroke and Alzheimer's', ('the 'Advertisement') onde ele indica que a maneira que o requerente faz uso do exame de sangue INR para indicar o etanercepte é "ineficaz e inútil" e "A propaganda é extremamente inflamatória e difamatória e contém múltiplas afirmações falsas e enganadoras sobre o requerente." "A propaganda" referida na ação é todo o texto no blog Science-Based Medicine, que Novella escreveu em 8 de maio de 2013.
Em 14 de julho de 2014, o advogado de Steven Novella, Marc Randazza entrou com um pedido de "Oposição à Moção do Autor da Ação para Tutela Antecipada Temporária e Preliminar" ("Opposition to Plaintiff's Motion for Temporary and Preliminary Injunctive Relief").  A oposição afirma que o requerente "tem poucas chances de ganhar a ação (...) porque as afirmações do acusado variam de 'provavelmente verdade' a 'opinião'" e que uma tutela preliminar antecipada "imporia uma restrição ilegal e antecipada à liberdade de expressão", bem como que "a Tutela causara mais danos ao réu e ao público que as alegadas injúrias alegadas pelo requerente".
Em 23 de julho de 2014, Novella colocou uma resposta à ação em seu blog Science-Based Medicine, em que ele diz, "Em minha opinião, ele [Tobinick] está usando intimidação judiciária como forma de tentar me intimidar e silenciar o meu direito à liberdade de expressão porque ele acha o conteúdo inconveniente".
A ação ainda está pendente na justiça.

## Jogos de aventura e RPG
Novella também foi autor, em parceria, de diversos jogos de aventura incluindo Twin Crowns, um pacote de expansão para o Jogo RPG  Dungeons & Dragons e Broadsides!, um role-playing game (RPG) baseado no D20 System. Novella  também trabalhou em parceira no livro Spellbound: A Codex of Ritual Magic, que dispõe de um sistema completo de mágica para qualquer campanha utilizando o D20 System.